# Ágnes Nemes Nagy
Ágnes Nemes Nagy (Budapest, 3 gennaio 1922 – Budapest, 23 agosto 1991) è stata una poetessa, scrittrice e traduttrice ungherese.

## Biografia

### Formazione
Nacque in una famiglia protestante della classe media, da padre avvocato che lasciò la Transilvania in seguito all'annessione della regione alla Romania nel 1920. La famiglia soffrì difficoltà economiche, senza sacrificare l'istruzione della ragazza presso il prestigioso ginnasio Baár Madas a Buda, prima, e studi accademici in Lingua e letteratura ungherese, Latino e Arte all'Università Péter Pázmány.

### Resistenza
Fu ben accolta dai circoli letterari, ma lo scoppio della seconda guerra mondiale smorzò i suoi esordi.
In questo frangente fu un membro della Resistenza, collaborando nella creazione di passaporti e falsi certificati di nascita per artisti e conoscenti ebrei. Sotto il potere delle Croci Frecciate, suo marito Balázs Lengyel, critico letterario, disertò l'esercito e la coppia si trasferì in un piccolo villaggio (Alsómihályfalva, Donji Mihaljevec nell'attuale Croazia); con l'aiuto di documenti falsi, riuscirono a far arrivare da Budapest l'ebrea Magda Messer e la tennero nascosta al sicuro fino alla fine della guerra mondiale.

### Carriera
Subito dopo la fine del conflitto mondiale, nel 1946, Nemes Nagy pubblicò il suo primo volume di poesie, Kettős világban ("In duplice mondo"), raccogliendo l'esperienza della convivenza con la guerra e la morte. Nel secondo dopoguerra, Nemes Nagy scrisse per la rivista letteraria Újhold ("Luna nuova"), insieme ad altri giovani artisti, che avrebbe avuto grande impatto nella storia della letteratura ungherese; la pubblicazione vantava come editor suo marito Lengyel. La poetessa fece un viaggio-studio di otto mesi in Italia e Francia, rientrando nel 1948, anno in cui Újhold venne messa al bando dal nuovo regime filosovietico, con l'accusa di diffondere l'ideologia borghese. Non avendo fatto pubblicità della sua militanza antinazista o del suo sustrato di intellettuale di sinistra, non fu esentata dall'essere tacciata di "fascismo" tra la fine degli anni '40 e l'inizio degli anni '50, in questo complesso frangente storico. Nel 1948, vinse il Premio Baumgarten.
Dal 1945 al 1953, lavorò per la rivista pedagogica Köznevelés e dal 1953 al 1957 insegnò nelle scuole superiori. Dopo il 1957 si guadagnò da vivere con la scrittura per l'infanzia e le traduzioni, adattando le opere di Molière, Racine, Corneille, Bertolt Brecht e altri.
Dopo la rivoluzione del 1956, Nemes Nagy giovò di una certa liberalizzazione intellettuale, nonostante il persistere di un'ideologia di stato, che pur permise la pubblicazione della sua seconda raccolta di liriche (Szárazvillám, "Fulmine asciutto"), rimanendo comunque ignorata dalla critica e tacciata di ermetismo, fino alla pubblicazione del suo terzo (Napforduló) e quarto lavoro (Lovak ès Angyalok) tra il 1967 e il 1969, che diedero impulso alla sua fama.
Negli anni Settanta scrisse saggi su letteratura, linguistica, filosofia, estetica e non solo. Con il revival di Ujhold nel 1986 avvenne un ulteriore riconoscimento agli scrittori dell'epoca, ella compresa.
Il 19 aprile 1998 venne annoverata tra i Giusti tra le nazioni per il suo succitato operato a favore della comunità ebraica durante le persecuzioni naziste.

## Stile
Nelle sue poesie ha esplorato il contrasto tra lo spirito e la materia con immagini efficaci e originali. Le sue opere prosastiche e poetiche manifestano una certa coerenza 
nonostante i tentativi di silenziare la sua voce; infatti i temi del silenzio e della parola sono centrali nella sua produzione.

## Opere (parziali)
Poesia
- Kettős világban ("In duplice mondo") (1946)[5][3]
- Szárazvillám ("Fulmine asciutto") (1957)[1][3][5]
- Napforduló (1967)[1][5]
- Lovak ès Angyalok (1969)[5]
- Között (1981)[5]
- A Föld emlékei (1986)[5]

Letteratura per l'infanzia
- Az aranyecset[1]
- Lila fecske[1]

Saggistica
- 64 hattyú (1975)[1]

Traduzioni
- Vándorévek ("Anni di vagabondaggio") (1964)[3]